# Sota les estrelles de París
Sota les estrelles de París (originalment en francès, Sous les étoiles de Paris) és una comèdia dramàtica francobelga dirigida per Claus Drexel i estrenada el 2020. S'ha doblat al català.

## Sinopsi
La pel·lícula explica la història de la trobada entre una dona sense sostre i un jove immigrant africà als carrers de París.

## Repartiment
- Catherine Frot: Christine
- Mahamadou Yaffa: Suli
- Jean-Henri Compère: Patrick
- Richna Louvet: Marna
- Raphaël Thiéry: el treballador portuari
- Baptiste Amann: el jove sensesostre
- Farida Rahouadj: la metgessa
- Dominique Frot: la prostituta
- Alexandrine Pirrera: la dona de la neteja de l'aeroport